# Erik Walden
Erik Lashawn Walden (* 21. August 1985 in Dublin, Georgia) ist ein ehemaliger US-amerikanischer American-Football-Spieler in der National Football League (NFL) auf der Position des Outside Linebackers. Mit den Green Bay Packers gewann er den Super Bowl XLV. Zudem stand er bei den Dallas Cowboys, den Kansas City Chiefs, den Miami Dolphins, den Indianapolis Colts, den Tennessee Titans und den Seattle Seahawks unter Vertrag.

## College
Walden, der auf der Highschool auch starke Leistungen als Leichtathlet und Basketballer zeigte, besuchte die Middle Tennessee State University und spielte für deren Team, die Blue Raiders, von 2004 bis 2007 als Defensive End College Football. In insgesamt 44 Spielen konnte er 152 Tackles setzen. Seine 22,5 Sacks bedeuten bis heute (2016) Schulrekord.

## NFL

### Dallas Cowboys
Beim NFL Draft 2008 wurde Walden von den Dallas Cowboys in der sechsten Runde als gesamt 167. Spieler ausgewählt, aber noch vor Beginn der Saison wieder entlassen.

### Kansas City Chiefs
Walden wurde von den Kansas City Chiefs verpflichtet und kam in neun Partien in den Special Teams zum Einsatz, bevor er auch hier wieder entlassen wurde.

### Miami Dolphins
Er kam bei den Miami Dolphins unter und bestritt sechs Spiele in den Special Teams. In der Spielzeit 2009 spielte er elf Partien für die Dolphins. 2010 wurde er nach drei Spielen entlassen.

### Green Bay Packers
Die Green Bay Packers nahmen Walden als Free Agent unter Vertrag und boten ihn auch als Linebacker auf. Auf dieser Position bestritt er auch drei Spiele der Play-offs, beim Super Bowl XLV, den die Packers gegen die Pittsburgh Steelers gewannen, musste er aber verletzungsbedingt passen.
2011 wurde er in allen 16 Partien aufgeboten, 15 mal davon als Starter. Im Spiel gegen die Oakland Raiders gelang ihm ein Touchdown.

### Indianapolis Colts
Nach einer weiteren Saison für die Packers unterschrieb er im März 2013 bei den Indianapolis Colts einen Vierjahresvertrag in der Höhe von 16 Millionen US-Dollar.
Im selben Jahr wurde er wegen eines Kopfstoßes gegen Delanie Walker von der Liga für ein Spiel gesperrt.
In der Spielzeit 2016 stellte er mit elf Sacks einen persönlichen Rekord auf.

### Tennessee Titans
Im Juli 2017 wechselte Walden zu den Tennessee Titans. Dort lief er in zwei Spielen als Starter auf und erzielte vier Sacks.

### Seattle Seahawks
Im August 2018 nahmen die Seattle Seahawks Walden unter Vertrag. Er wurde zu Beginn der Saison auf die Injured Reserve List gesetzt und nach wenigen Tagen entlassen.